# Kerdau
Kerdau is een bestuurslaag in het regentschap Natuna van de provincie Riau-archipel, Indonesië. Kerdau telt 211 inwoners (volkstelling 2010).